# Tom Lehman

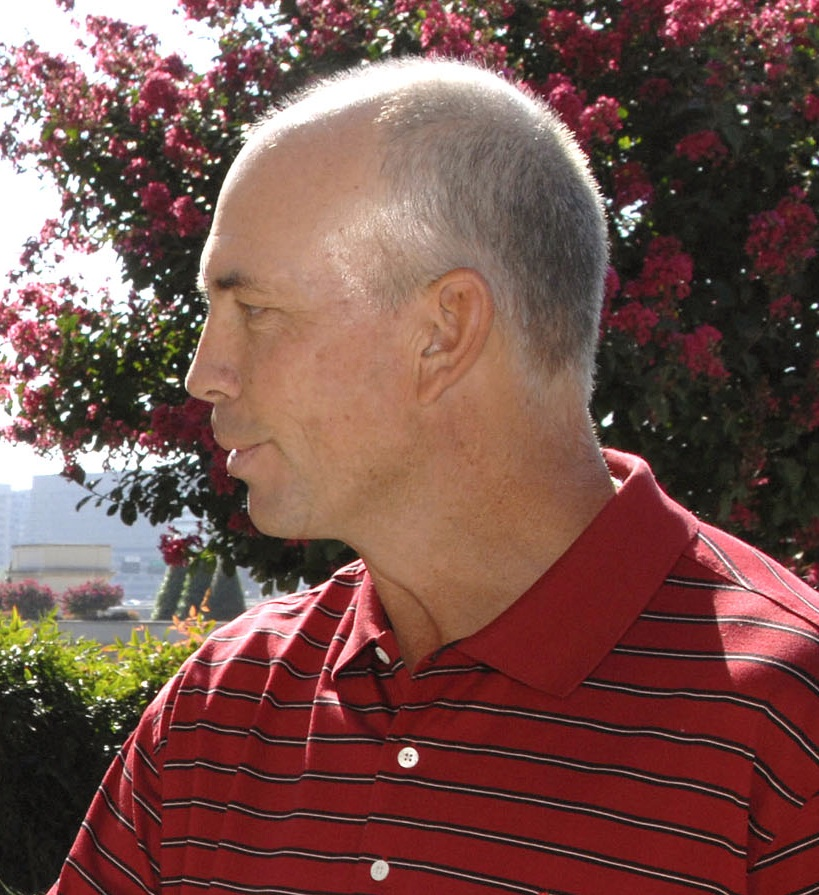
Tom Lehman

Tom Lehman, född 7 mars 1959 i Austin i Minnesota, är en amerikansk professionell golfspelare. Lehman har vunnit fem tävlingar på PGA Tour varav en var 1996 års British Open. Lehman har varit rankad som världsetta enligt den officiella världsrankningen.

## Biografi
Lehman spelade golf på University of Minnesota där han var All-American i tre år och blev senare professionell 1982. Lehman spelade på PGA Touren mellan 1983 och 1985, dock utan större framgång. De följande sex säsongerna spelade Lehman i såväl Asien som i Sydafrika och utvecklingstouren Ben Hogan Tour (heter nu Web.com Tour) i USA. Genom att vinna tre tävlingar på Ben Hogan Tour 1991 återfick Lehman sitt PGA Tour-kort för 1992 års tävlingssäsong. Säsongen 1992 var för Lehman utan någon vinst, men med ett antal top-10-placeringar vilket resulterade i att Lehman slutade på en 24:e plats på PGA-tourens penninglista 1992. År 1994 ledde Lehman US Masters efter 54 hål (på resultaten 70-70-69). Lehman hade 72 slag på sista rundan och hamnade på ensam andraplats, två slag efter Jose-Maria Olazabal. Två månader efter Masters vann Lehman Memorial och sin första PGA-tourtävling efter fyra raka rundor på 67 slag.
Mellan åren 1995 och 1997 hade Lehman ledningen efter 54 hål i US Open, men slutade på ensam tredjeplats 1995, delad andraplats 1996 och ensam tredjeplats 1997. Lehmans första och enda majorseger kom istället på andra sidan Atlanten 1996 på British Open.
Lehman var lagkapten för USA:s Ryder Cup-lag 2006.
I april 2009 blev Lehman den 13:e spelaren att vinna sin första tävling på Champions Tour. Detta var i lagtävlingen Liberty Mutual Legends of Golf tillsammans med Bernhard Langer, och vann över Jeff Sluman och Craig Stadler i särspel. Den 30 maj 2010 vann Lehman en av seniorernas majortävlingar - Senior PGA Championship - genom att besegra Fred Couples och David Frost i ett särspel. 2011 vann Lehman penningligan på Champions Tour och tilldelades utmärkelsen Champions Tour Player of the Year. Han blev då den första golfspelaren att ges utmärkelsen "Player of the Year" på alla tre tourer som opereras av PGA Tour.
Vid sidan av golfen driver han banarkitektföretaget Lehman Design Group.

## Meriter

### Majorsegrar
| År   | Mästerskap            | Efter 54 hål    | Vinstresultat   | Mot par | Segermarginal | Runners-up               |
| ---- | --------------------- | --------------- | --------------- | ------- | ------------- | ------------------------ |
| 1996 | The Open Championship | 6 slags ledning | 67-67-64-73=271 | -13     | 2 slag        | Ernie Els, Mark McCumber |

### Segrar på PGA-touren
| No. | Datum        | Tävling                      | Vinstresultat   | Mot par | Segermarginal | Runner(s)-up                  |
| --- | ------------ | ---------------------------- | --------------- | ------- | ------------- | ----------------------------- |
| 1   | 22 maj 1994  | Memorial Tournament          | 67-67-67-67=268 | −20     | 5 slag        | Greg Norman                   |
| 2   | 28 maj 1995  | Colonial National Invitation | 67-68-68-68=271 | −9      | 1 slag        | Craig Parry                   |
| 3   | 21 juli 1996 | The Open Championship        | 67-67-64-73=271 | −13     | 2 slag        | Ernie Els, Mark McCumber      |
| 4   | 28 okt 1996  | The Tour Championship        | 66-67-64-71=268 | −12     | 6 slag        | Brad Faxon                    |
| 5   | 30 jan 2000  | Phoenix Open                 | 63-67-73-67=270 | −14     | 1 slag        | Robert Allenby, Rocco Mediate |

### Segrar på Ben Hogan Tour
- 1990 Ben Hogan Reflection Ridge
- 1991 Ben Hogan Gulf Coast Classic, Ben Hogan South Carolina Classic, Ben Hogan Santa Rosa Open

### Segrar på Japan Golf Tour
- 1993 Casio World Open

## Vinster på Champions Tour
| No. | Datum            | Tävling                                              | Vinstresultat   | Mot par | Segermarginal | Runner(s)-up                         |
| --- | ---------------- | ---------------------------------------------------- | --------------- | ------- | ------------- | ------------------------------------ |
| 1   | 2 april 2009     | Liberty Mutual Legends of Golf (med Bernhard Langer) | 61-66-62=189    | −27     | Särspel       | Jeff Sluman och Craig Stadler        |
| 2   | 30 maj 2010      | Senior PGA Championship                              | 68-71-71-71=281 | −7      | Särspel       | Fred Couples, David Frost            |
| 3   | 13 februari 2011 | Allianz Championship                                 | 65-69-69=203    | −13     | 1 slag        | Jeff Sluman, Rod Spittle             |
| 4   | 3 april 2011     | Mississippi Gulf Resort Classic                      | 67-64-69=200    | −16     | 1 slag        | David Frost, Nick Price, Jeff Sluman |
| 5   | 8 maj 2011       | Regions Tradition                                    | 67-71-68-69=275 | −13     | Särspel       | Peter Senior                         |
| 6   | 10 juni 2012     | Regions Tradition (2)                                | 69-69-68-68=274 | −14     | 2 slag        | Bernhard Langer, Lu Chien-soon       |
| 7   | 4 november 2012  | Charles Schwab Cup Championship                      | 68-63-62-65=258 | −22     | 6 slag        | Jay Haas                             |
| 8   | 22 juni 2014     | Encompass Championship                               | 65-66-70=201    | −15     | 1 slag        | Michael Allen, Kirk Triplett         |
| 9   | 11 oktober 2015  | SAS Championship                                     | 68-71-65=204    | −12     | 1 slag        | Joe Durant                           |
| 10  | 19 mars 2017     | Tucson Conquistadores Classic                        | 66-67-66=199    | −20     | 1 slag        | Steve Stricker                       |

### Övriga segrar
- 1986 Waterloo Open Golf Classic
- 1989 Minnesota State Open
- 1990 Minnesota State Open
- 1995 Diners Club Matches (med Duffy Waldorf)
- 1996 Diners Club Matches (med Duffy Waldorf), PGA Grand Slam of Golf
- 1997 Skins Game
- 1998 Callaway Golf Pebble Beach Invitational
- 1999 Williams World Challenge (United States – unofficial event)
- 2000 Hyundai Team Matches (med Duffy Waldorf)
- 2009 Argentine Masters

## Lagtävlingar
- Ryder Cup: 1995, 1997, 1999, 2006 (spelade inte, var kapten)
- Presidents Cup: 1994, 1996, 2000
- World Cup: 1996
- Alfred Dunhill Cup: 1999, 2000
- UBS Warburg Cup: 2002
- Wendy's 3-Tour Challenge (representerade PGA Tour): 1997, 1999, 2012 (representerade ChampionsTour)